# Henry Giménez
Henry Damián Giménez Báez (Durazno, Departamento de Durazno, Uruguay, 13 de marzo de 1986) es un futbolista uruguayo. que juega de delantero y su equipo actual es el Club Atlético Villa Teresa de la Segunda División de Uruguay.

## Trayectoria
Debutó en el fútbol profesional uruguayo en el Club Atlético Fénix durante la temporada 2005-06, fichando por el Tacuarembó esa misma temporada. La temporada siguiente la jugó en el River Plate uruguayo, siendo dirigido por Juan Ramón Carrasco y participando de las grandes campañas del equipo durante los torneos en los que participó. Sus grandes actuaciones le valieron el fichaje por el Bologna F. C. italiano por 2 millones de euros en el año 2009 donde nunca llegó al nivel esperado. En julio de 2015 firmó un contrato con Universitario de Deportes del Perú, con el cual jugó 7 partidos en el Campeonato Descentralizado 2015 y la Copa Sudamericana 2015, donde le anotó a Deportivo Anzoategui.

## Clubes
| Club                | País    | Año             | Part. | Goles | Asist. |
| ------------------- | ------- | --------------- | ----- | ----- | ------ |
| Fénix               | Uruguay | 2005            | 13    | 2     | 3      |
| Tacuarembó          | Uruguay | 2005 - 2006     | 26    | 2     | 5      |
| River Plate         | Uruguay | 2007 - 2009     | 68    | 27    | 14     |
| Bologna             | Italia  | 2009 - 2012     | 66    | 8     | 4      |
| Grosseto            | Italia  | 2012 - 2013     | 15    | 1     | 2      |
| Nacional            | Uruguay | 2014            | 18    | 2     | 0      |
| Universitario       | Perú    | 2015            | 10    | 1     | 2      |
| Mushuc Runa         | Ecuador | 2016            | 5     | 0     | 0      |
| Deportivo Maldonado | Uruguay | 2017            | 24    | 2     | 2      |
| Oriental            | Uruguay | 2018            | 20    | 3     | 1      |
| Villa Teresa        | Uruguay | 2019 - Presente | 14    | 0     | 3      |
| Total               |         | 2005 - 2019     | 279   | 48    | 36     |

## Palmarés

### Campeonatos nacionales
| Título              | Club     | País    | Año     |
| ------------------- | -------- | ------- | ------- |
| Torneo Apertura     | Nacional | Uruguay | 2014    |
| Campeonato Uruguayo | Nacional | Uruguay | 2014-15 |